# Skaneateles (villa)
Skaneateles es una villa ubicada en el condado de  Onondaga en el estado estadounidense de Nueva York. En el año 2000 tenía una población de 2,616 habitantes y una densidad poblacional de 706.3 personas por km².

## Geografía
Skaneateles se encuentra ubicada en las coordenadas 43°8′0″N 76°7′56″O / 43.13333, -76.13222.

## Demografía
Según la Oficina del Censo en 2000 los ingresos medios por hogar en la localidad eran de $57,083, y los ingresos medios por familia eran $85,403. Los hombres tenían unos ingresos medios de $60,529 frente a los $36,797 para las mujeres. La renta per cápita para la localidad era de $29,170. Alrededor del 3% de la población estaban por debajo del umbral de pobreza.